# The Only Difference Between Martyrdom and Suicide Is Press Coverage
«The Only Different Between Martyrdom and Suicide is Press Coverage» —en español: La única diferencia entre el martirio y el suicidio es la cobertura de prensa— es el primer sencillo y la segunda pista del primer álbum de Panic! at the Disco, A Fever You Can't Sweat Out (2005). Logró cierto éxito comercial y expuso a la banda a una audiencia, alcanzando posteriormente el puesto 77 en EE.UU Billboard Hot 100. No se hizo ningún videoclip para él.
Como varios títulos de canciones de A Fever You Can't Sweat Out, el título de esta canción es parafraseado de la novela Survivor, escrito por Chuck Palahniuk.

## Remix
El remix de Tommie Sunshine de la canción también aparece en la película Snakes on a Plane —en españolː Serpientes en un avión—. También apareció como el B-side del siguiente sencillo del grupo "I Write Sins Not Tragedies".

## Listado de pista
| Digital download single |                                                                       |          |  |
| N.º                     | Título                                                                | Duración |  |
| 1.                      | «The Only Difference Between Martyrdom and Suicide Is Press Coverage» |          |  |

| U.S. promotional CD single |                                                                       |          |  |
| N.º                        | Título                                                                | Duración |  |
| 1.                         | «The Only Difference Between Martyrdom and Suicide Is Press Coverage» |          |  |

## Gráficos
| Gráfico (2005-06)                    | Peakposition |
| ------------------------------------ | ------------ |
| Estados Unidos (Billboard Hot 100)   | 77           |
| Estados Unidos (Mainstream Top 40)   | 38           |
| Estados Unidos (Alternative Airplay) | 5            |